# St-Médard (Bœrsch)

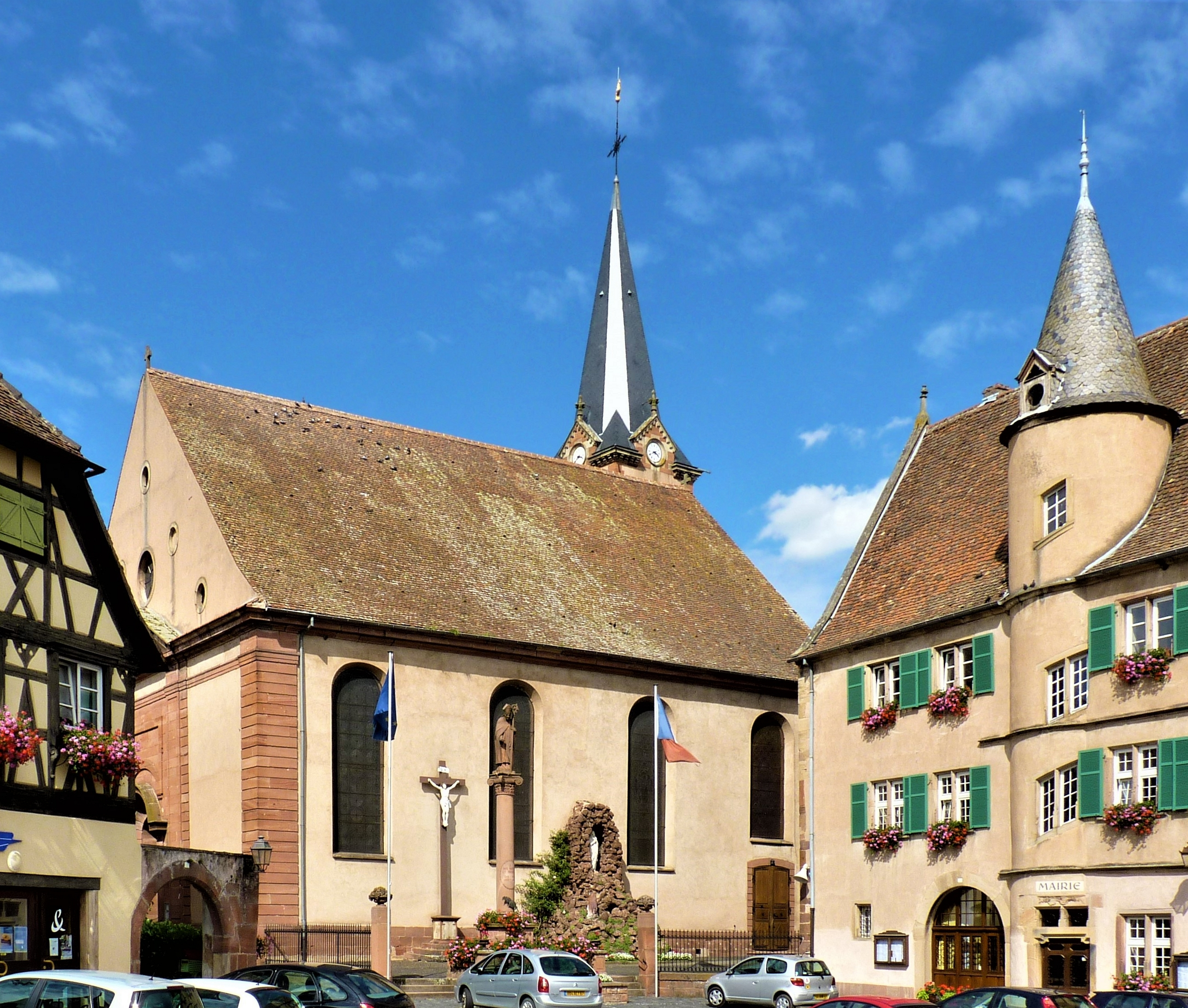
Kirche St-Médard

St-Médard ist die römisch-katholische Pfarrkirche von Bœrsch im Département Bas-Rhin in der Region Grand Est in Frankreich. Der mittelalterliche Chorturm der Kirche, der seit Erweiterung der Kirche als Chorflankenturm dient, ist seit 1930 als Monument historique eingestuft. Die Kirche ist außerdem eingetragen im Verzeichnis des architektonischen Erbes Frankreichs.

## Geschichte
Das dem Patrozinium des heiligen Medardus von Noyon unterstellte Gotteshaus geht im Kern auf eine im 12. Jahrhundert im Stil der Romanik errichtete Chorturmkirche zurück. Die Erbauung der Kirche erfolgte auf Veranlassung des Straßburger Domkapitels, welches in Bœrsch die Grundherrschaft ausübte. Von der im Jahr 1385 niedergebrannten Kirche blieben die zwei unteren Geschosse des Chorturms erhalten. Die daraufhin errichtete Kirche im Stil der Gotik wurde 1769/71 unter Beibehaltung des romanischen Turmes durch eine barocke Hallenkirche ersetzt. Der Turm wurde dabei um zwei Stockwerke erhöht, die wiederum 1878 auf Veranlassung der Stadt um ein neugotisches Stockwerk erhöht wurden.
Der romanische Turm steht zu der Nordwand des Schiffes etwas vor. Beide Etagensimse sind um die Ecke des Turms herum bis in seine der Kirche zugewandte Westwand fortgeführt. An der Südostecke des Turms ist dem unteren Etagensims anzusehen, dass es ebenfalls an der heute der Kirche (hier dem Chor) zugewandte Wand fortgeführt war. Das zweite Etagensims schließt dort hingegen mit der Mauerecke ab. Der Fries unter dem unteren Etagensims ist an der Ostseite ein gewöhnlicher Bogenfries, an der Nordseite hingegen in außergewöhnlicher Weise mit Tierköpfen geschmückt.
Die Kapelle im Untergeschoss des Turms ist heute als Taufkapelle eingerichtet. In ihrer Westwand ist die frühere weite Öffnung zum Schiff hin zu erkennen. Parallel zu ihrer Arkatur verläuft der doppelte Schildbogen des Gewölbes. An den anderen Wänden sind diese Schildbögen nicht gedoppelt. Die Gewölbevorlagen in den Ecken der Kapelle bestehen jeweils aus einem Halbrundstab vor einer eckigen Stufe. Ihre Kapitelle sind unterschiedlich aufwändig gestaltet, am aufwändigsten dasjenige in der Südwestecke in Form eines Gesichtes. Das Gewölbe ist ein kuppiges rundbogiges Kreuzrippengewölbe. Die Rippen enden an einem Ring, der anscheinend eine Öffnung umschließt, heute mit einer hölzernen Platte verschlossen. An den Wände sind Reste von Fresken erhalten, gut erkennbar an der Nordwand ein gekreuzigter Christus über einer betenden und einer klagenden Heiligen. 

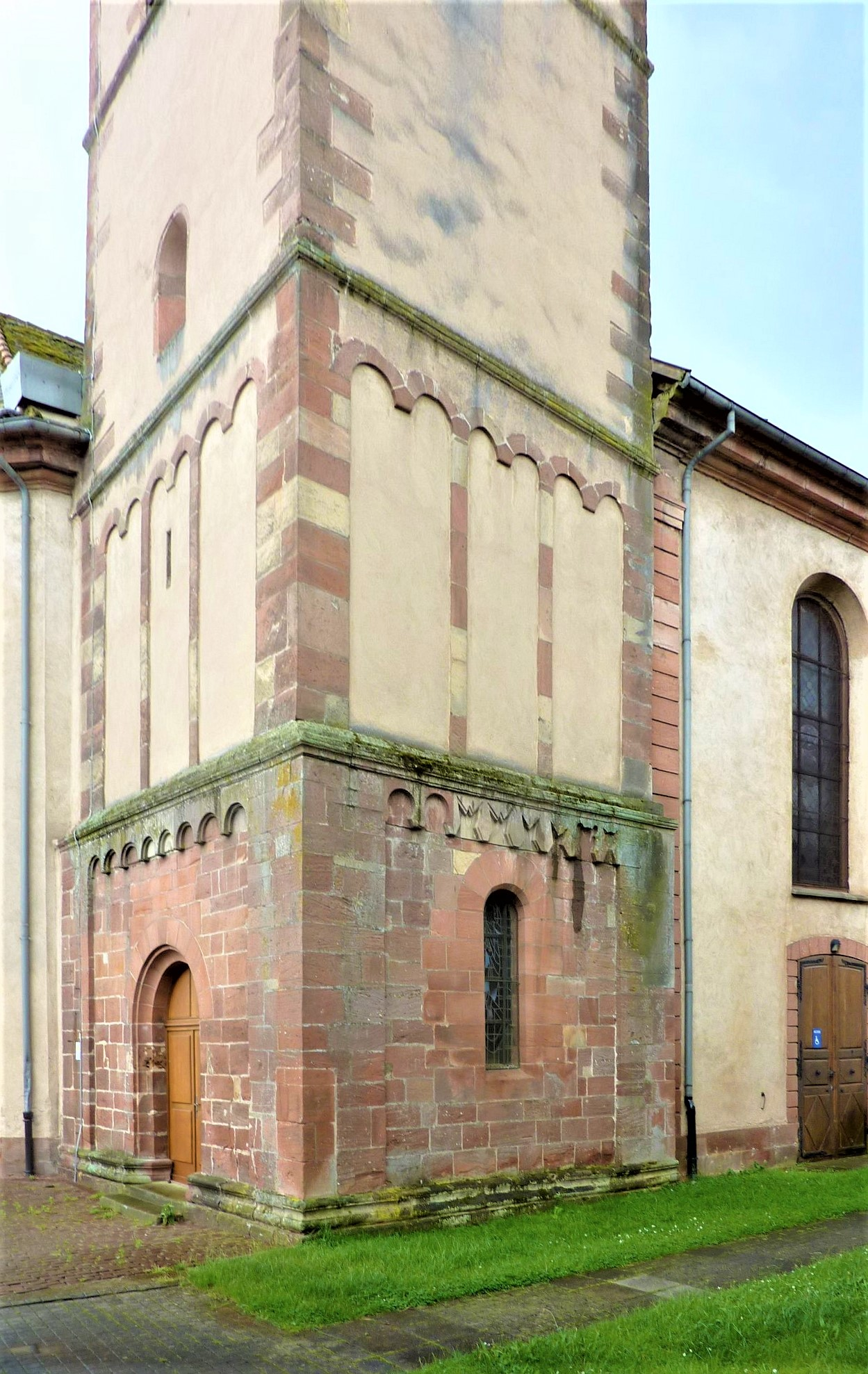
Der romanische Turm steht gegenüber der Nordwand vor.
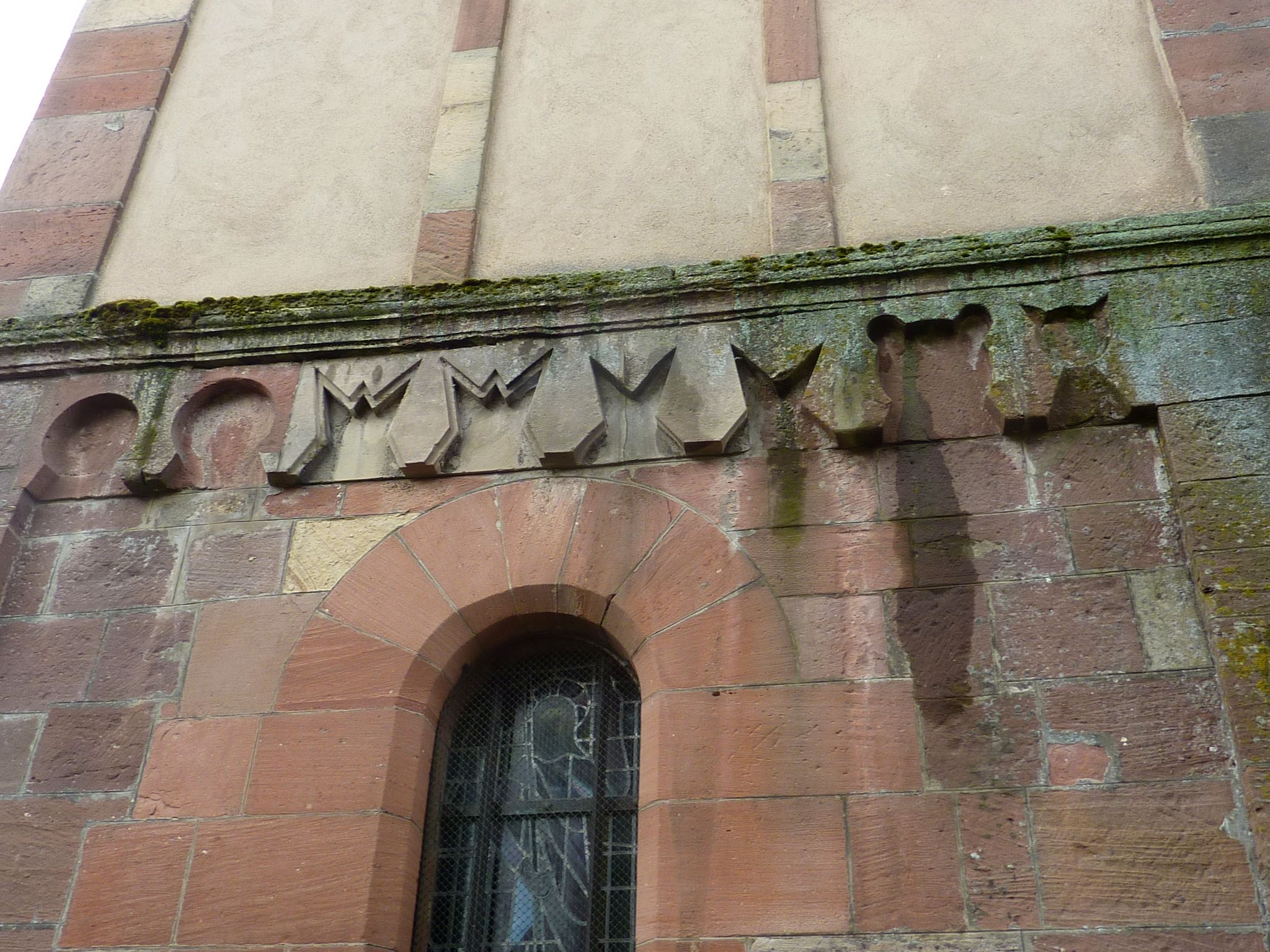
Die Nordseite des romanischen Frieses
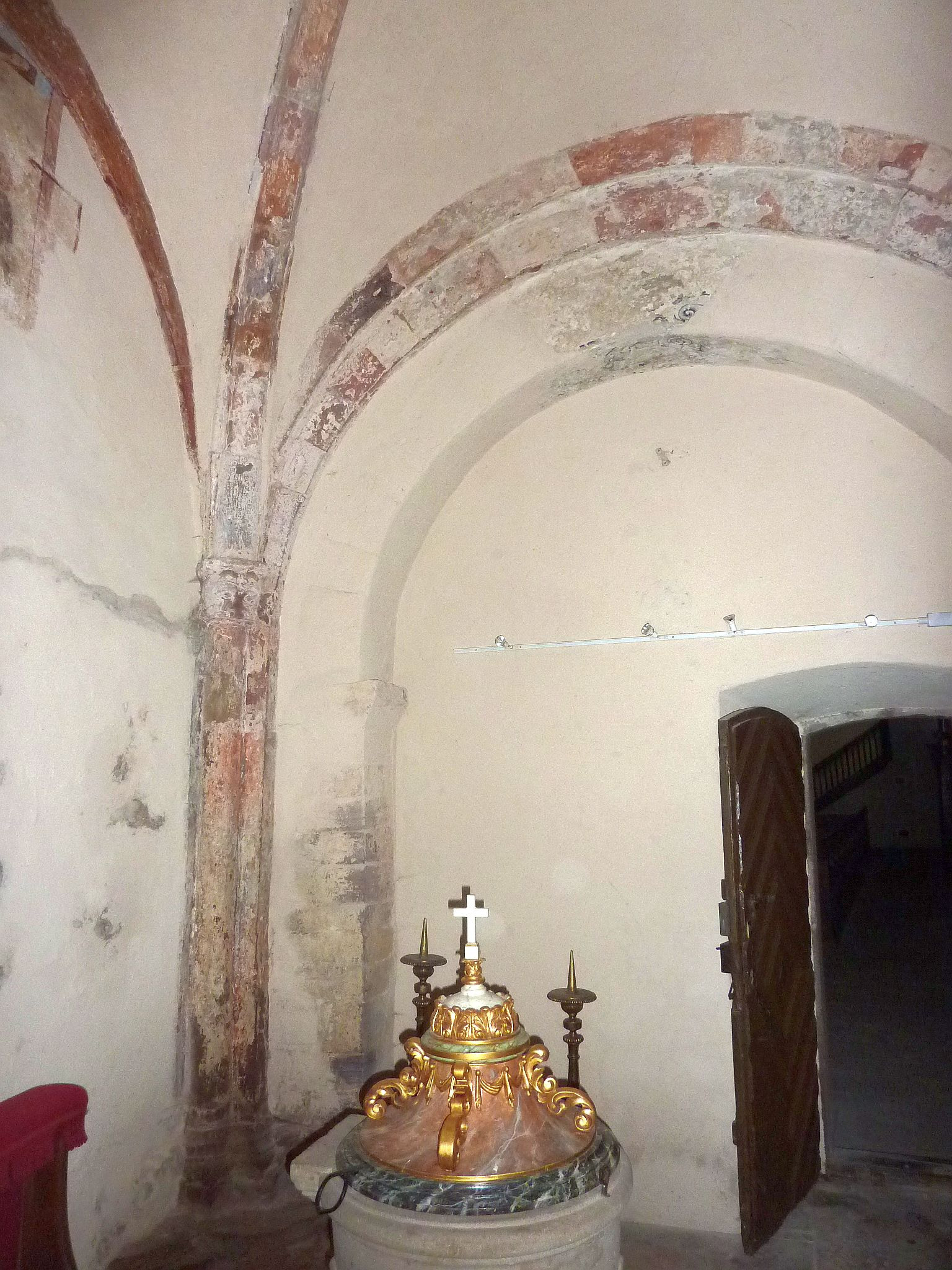
Kapelle im Erdgeschoss des Turms, Blick zum vermauerten ehemaligen Chorbogen zum Kirchenschiff